# Patrera ruber
Patrera ruber là một loài nhện trong họ Anyphaenidae.
Loài này thuộc chi Patrera. Patrera ruber được Frederick Octavius Pickard-Cambridge miêu tả năm 1900.